# هيرانو ناجاياسو

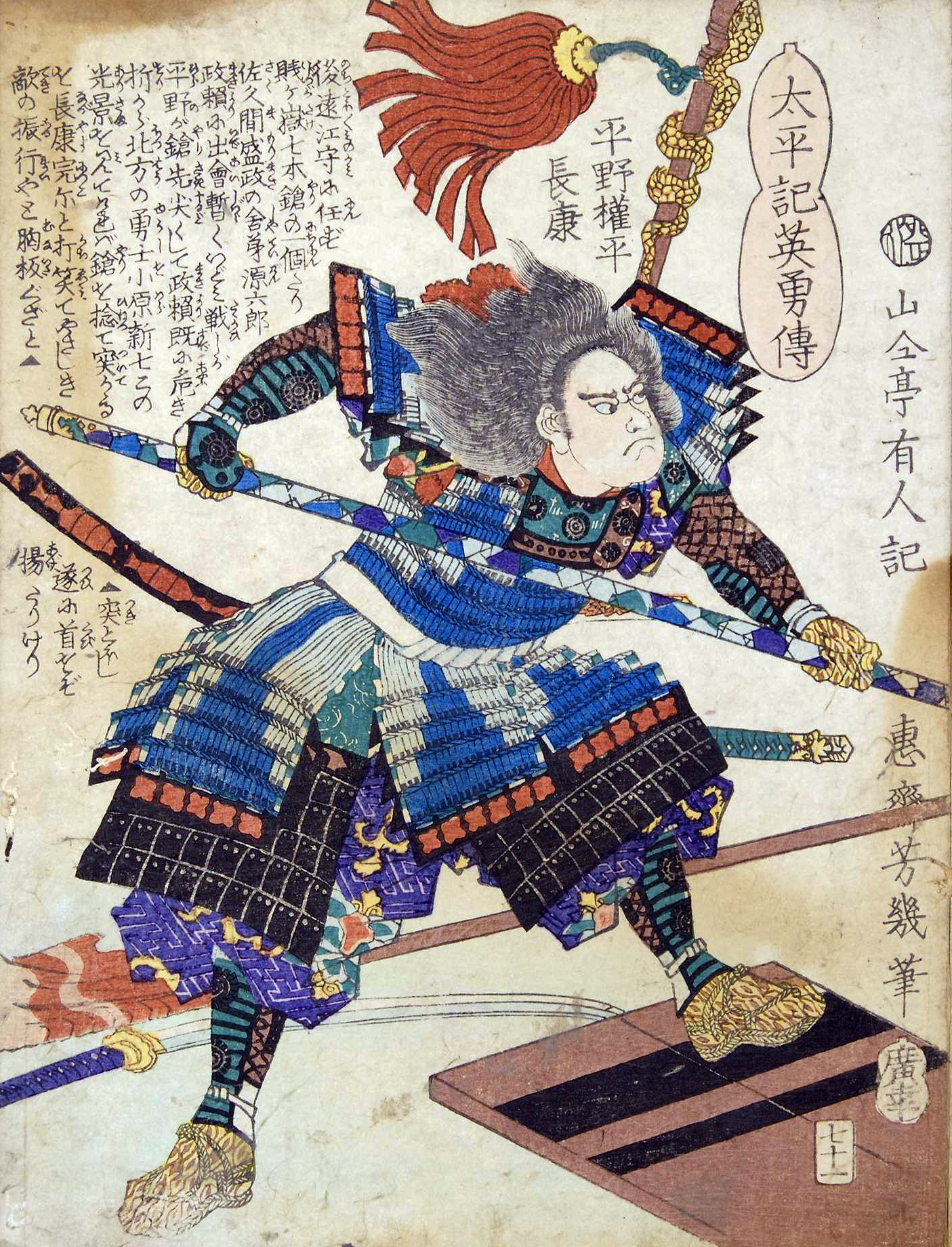
صورة توضيحية لهيرانو ناجاياسو خادم ساموراي لتويوتومي هيدييوشي في القرن السابع عشر

هيرانو ناجاياسو (باللغة الانجليزية Hirano Nagayasu) (باللغة اليابانية 平野 長泰) ولد في عام 1559 ومات في عام 1628. كان هيرانو ناجاياسو خادم ساموراي لتويوتومي هيدييوشي في القرن السابع عشر. وكان يعرف انه احد السبعة رماح لشيزوجاتاكي
بعد معركة شيزوجاتاكي في عام 1583 ، أصبح ناجاياسو معروفًا كواحد من شيتشي هون ياري (七 本 槍) ، أو واحد من سبعة رماح من شيزوجاتاكي . نظرًا لإنجازاته في تلك المعركة ، تمت مكافأته بـ 3000 كوكو إضافي.
في عام 1600 ، حارب إلى جانب "الجيش الشرقي" التابع لتوكوغاوا إياسو في معركة سيكيغاهارا .
في عام 1614 ، تم تغيير جانبه مرة أخرى ، حيث طلب الخدمة تحت عشيرة تويوتومي في حصار أوساكا ، ولكن تم رفضه.